# Say (Níger)
Say és una ciutat al nord-oest del Níger a la riba del riu Níger. És la capital del departament de Say a la regió de Tillabéri. El municipi té 12.000 habitants i la seva economia està dominada per l'agricultura el pasturatge i el petit comerç. A la ciutat hi ha la Universitat Islàmica del Níger (Université Islamique de Say), un institut de projecció internacional la fundació del qual va ser decidida seguint la cimera de l'Organització de la Conferència Islàmica del 1974, però que va obrir realment el 1986. El 1996 tenia 400 estudiants que pagaven taxes molt més baixes que les de la Universitat de Niamey. A Say també hi ha un col·legi d'educació secundària fundat als anys 60 (Collège d'enseignement secondaire), amb nou professors i 675 estudiants.